# Afrikanska mästerskapen i fäktning 2019
Afrikanska mästerskapen i fäktning 2019 arrangerades mellan den 24 och 28 juni 2019 i Bamako i Mali. Det var den 19:e upplagan av afrikanska mästerskapen i fäktning.

## Medaljörer

### Herrar
| Gren                  | Guld                                                                      | Silver                                                                                 | Brons                                                                  |
| Värja, individuellt   | Houssam El Kord                                                           | Ahmed El-Saghir                                                                        | Ahmed El-Sayed                                                         |
| Värja, individuellt   | Houssam El Kord                                                           | Ahmed El-Saghir                                                                        | Mahmoud Mohsen                                                         |
| Värja, lag            | Marocko Abdel-Karim El Haouari Houssam El Kord Omar Nahi Aissam Rami      | Senegal Alexandre Bouzaid Bi Boukalo Gandon Bourama Kéba Sagnan Seckou Tounkara        | Egypten Ahmed El-Saghir Ahmed El-Sayed Mohamed El-Sayed Mahmoud Mohsen |
| Florett, individuellt | Alaaeldin Abouelkassem                                                    | Mohamed Hamza                                                                          | Mohamed Ayoub Ferjani                                                  |
| Florett, individuellt | Alaaeldin Abouelkassem                                                    | Mohamed Hamza                                                                          | Mohamed Samandi                                                        |
| Florett, lag          | Egypten Alaaeldin Abouelkassem Mohamed Essam Mohamed Hamza Mohamed Hassan | Tunisien Mohamed Ayoub Ferjani Mohamed Aziz Kchouk Mohamed Aziz Metoui Mohamed Samandi | Algeriet Salim Heroui Yanis Baptiste Mabed Youcef Madi                 |
| Sabel, individuellt   | Mohamed Amer                                                              | Farès Ferjani                                                                          | Ahmed Ferjani                                                          |
| Sabel, individuellt   | Mohamed Amer                                                              | Farès Ferjani                                                                          | Mohab Shawky                                                           |
| Sabel, lag            | Egypten Mohamed Amer Ziad El-Sissy Medhat Moataz Mohab Shawky             | Tunisien Ahmed Ferjani Farès Ferjani Hichem Samandi                                    | Algeriet Lokman Benmarouf Akram Bounabi Hamza Adel Kasdi               |

### Damer
| Gren                  | Guld                                                                     | Silver                                                               | Brons                                                                        |
| Värja, individuellt   | Sarra Besbes                                                             | Shirwit Gaber                                                        | Ndeye Binta Diongue                                                          |
| Värja, individuellt   | Sarra Besbes                                                             | Shirwit Gaber                                                        | Sara Nounou                                                                  |
| Värja, lag            | Egypten Nardin Ehab Salwa Gaber Shirwit Gaber Sara Nounou                | Sydafrika Mone de Jager Ivana Simic Aphiwe Tuku                      | Senegal Fatou Coly Ndeye Binta Diongue Aminata Sabaly Salimata Sabaly        |
| Florett, individuellt | Inès Boubakri                                                            | Noha Hany                                                            | Yara El-Sharkawy                                                             |
| Florett, individuellt | Inès Boubakri                                                            | Noha Hany                                                            | Noura Mohamed                                                                |
| Florett, lag          | Tunisien Sarra Afi Inès Boubakri Fatma Sethom                            | Egypten Yara El-Sharkawy Mariam El-Zoheiry Noha Hany Noura Mohamed   | Algeriet Chaima Nihal Guemmar Anissa Khelfaoui Meriem Mebarki Sonia Zeboudj  |
| Sabel, individuellt   | Amira Ben Chaabane                                                       | Nour Montaser Hassaballah                                            | Nada Hafez                                                                   |
| Sabel, individuellt   | Amira Ben Chaabane                                                       | Nour Montaser Hassaballah                                            | Lina Mohamed                                                                 |
| Sabel, lag            | Tunisien Amira Ben Chaabane Azza Besbes Khadija Chemkhi Yasmine Daghfous | Egypten Nada Hafez Lina Mohamed Nour Montaser Hassaballah Lina Walid | Algeriet Chaima Benadouda Naïla Benchekor Zohra Nora Kehli Kaouther Belkebir |

## Medaljtabell
*   Värdland ( Mali)
| Nr                  | Nation              | Guld | Silver | Brons | Totalt |
| ------------------- | ------------------- | ---- | ------ | ----- | ------ |
| 1                   | Egypten             | 5    | 7      | 9     | 21     |
| 2                   | Tunisien            | 5    | 3      | 3     | 11     |
| 3                   | Marocko             | 2    | 0      | 0     | 2      |
| 4                   | Senegal             | 0    | 1      | 2     | 3      |
| 5                   | Sydafrika           | 0    | 1      | 0     | 1      |
| 6                   | Algeriet            | 0    | 0      | 4     | 4      |
| Totalt (6 nationer) | Totalt (6 nationer) | 12   | 12     | 18    | 42     |